# Jacques Hertel de La Fresnière
Jacques Hertel de La Fresnière (Fécamp, 1603 - Trois-Rivières, 1651) est un militaire et interprète de la Nouvelle-France.

## Biographie
Jacques Hertel de La Fresnière est né en 1603 à Fécamp (Seine-Maritime, Normandie, France). Il arrive à Québec en Nouvelle-France vers 1626. Il s'établit à Trois-Rivières.
Père de la lignée Hertel/Marguerie d'Amérique il épouse Marie Marguerie à Trois-Rivières en 1641; de cette union sont issus Joseph-François Hertel de la Fresnière et de Chambly (marié à Marguerite-Josèphe de Thavenet), Marie-Madeleine Hertel (mariée à Louis Pinard) et Marguerite Hertel (mariée à Jean Crevier). En 1633, on lui concède la Seigneurie Hertel à Trois-Rivières. Le 5 avril 1644, on lui concède un arrière-fief dans la seigneurie du Cap-de-la-Madeleine. En 1647, on lui concède la seigneurie de Cournoyer. Il décède accidentellement le 10 août 1651 à Trois-Rivières. En 1729, il avait 193 descendants.
Après avoir été interprète pour les Jésuites auprès des Amérindiens, la Compagnie des Cent-Associés lui accorde, par un titre daté de Paris le 16 décembre 1633, une étendue de terre de 200 arpents à Trois-Rivières; il est ainsi avec Jean Godefroy de Lintot le premier colon, avant même la fondation officielle du poste.

## Distinctions
Le nom des rues Jacques-Hertel à Montréal et Hertel à Trois-Rivières honore sa mémoire.